# نمر سعادة
نمر سعاده  من مواليد 29 سبتمبر 1976 في بيروت هو مصمم أزياء الشعب اللبناني.

## سيرة شخصية
تغطي مجموعة أزياء نمر التي تنتمي إلى مجموعة من خياطي الأزياء حسب الطلب، دول الشرق الأوسط، ولا سيما بلاد الشام ودول مجلس التعاون الخليجي. أمضى نمر سعادة طفولته في بيروت حيث بدأ يعرف كيف يرعى أسرته
خلال الحرب الأهلية اللبنانية، انتقل مع والديه وإخوته إلى مدينة القاهرة بمصر حيث أصبح مدير العلامة التجارية لخط الأزياء الراقية العائلي لمدة 4 سنوات، وأثناء العمل في مصر مع والده وأعمامه، راقب  أسرته وتعلم من خلال الملاحظة والمشاركة.
في عام 2002 عاد إلى بيروت ودرس صنع النماذج والنماذج والتصميم في أسمود، وفي عام 2004 افتتح ورشة العمل الخاصة به وأطلق علامته التجارية Nemer Saadé Couture.
وفي يونيو 2005 أقام نمر أول عرض أزياء له في بيروت. وخلال هذا الحدث، تم بث العرض على قناة Fashion TV الدولية بالإضافة إلى تغطية من قنوات إعلامية محلية.
في عام 2008 عرض (مجموعته الشتوية 2008-2009) في معرض للأزياء أقيم في مبنى النهار في وسط بيروت. وفي عام 2009 كشف عن مجموعته لشتاء 2009 في موقف للسيارات تحت الأرض في بيروت.
في عام 2010، أصبح نمر أول مصمم أزياء لبناني يرتدي ملابسه مشاهير لجوائز غرامي في لوس أنجلوس مثل آدم لامبرت، وسلاش من غنز آن روزز، في حين أن مشاهير آخرين مثل أشر و دافيد غيتا  يرتدون علامته التجارية في مناسباتهم الخاصة.
في عام 2012، كان نمر هو مصمم أزياء الرجال الوحيد الذي شارك في الأسبوع اللبناني البريطاني الكبير بقطعة ملابس رجالية واحدة، وهي زي عسكري اشتراه توم فليتشر السفير البريطاني في لبنان.

## روابط خارجية
- الموقع الرسمي